# Conceptauto

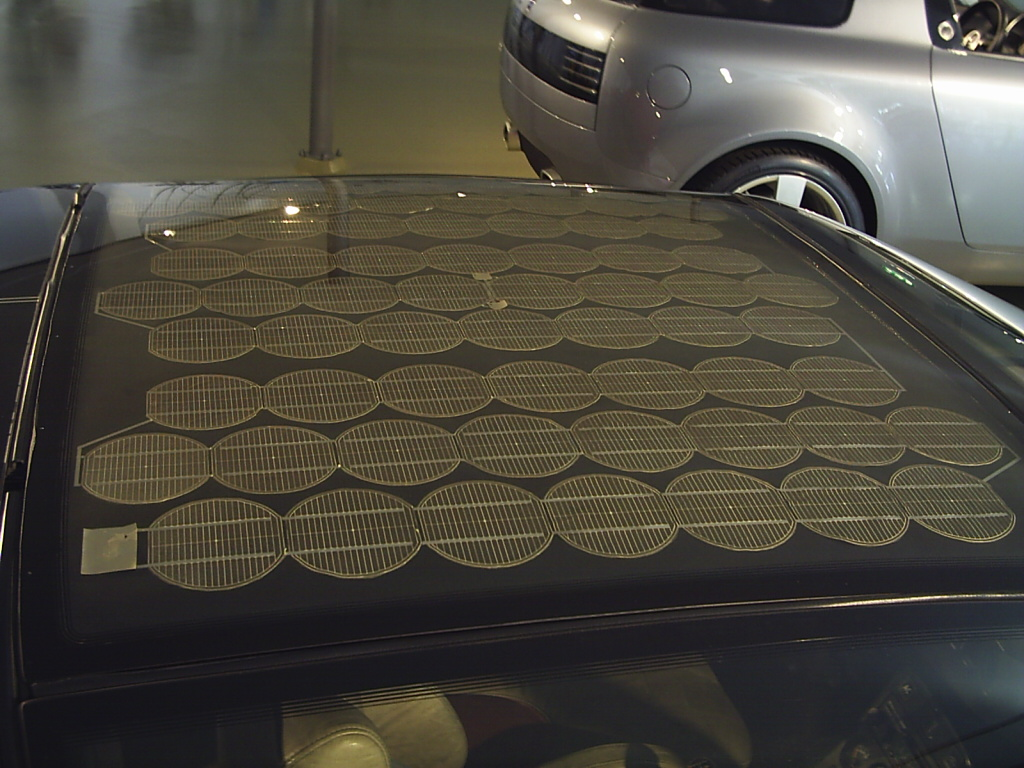
Het zonnedak van de conceptauto Saab EV-1 uit 1985

Een conceptauto is een prototype of studiemodel voor een te maken automodel of een test om te zien hoe het publiek reageert.

## Geschiedenis
Meerdere automerken hebben aanspraak gemaakt op het produceren van de eerste conceptauto.

### De eerste conceptauto

#### Buick Y-job

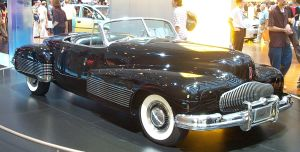
Buick Y-job

Over het algemeen wordt de Buick Y-job gezien als de eerste conceptauto. Deze werd door Harley Earl in 1938 voor het eerst tentoongesteld. De auto had een vrij innovatief uiterlijk, maar had bijvoorbeeld ook de primeur van elektrisch bedienbare ruiten.

#### Venus Bilo
Ook Volvo doet een gooi naar de titel "eerste conceptauto" en wel met de Venus Bilo, een soort Zweedse woordspeling. Deze auto werd niet onder de naam Volvo tentoongesteld en aanvankelijk werd zelfs ontkend dat Volvo er ook maar iets mee te maken had. De auto werd gemaakt om een nieuwe styling uit te proberen, maar deze viel niet zo in de smaak. De auto werd in 1934 gemaakt.

#### Cadillac Osceola
Veruit het oudste nieuws over de productie van de eerste conceptauto komt van Cadillac. De naam Osceola bevestigt dat het in ieder geval om iets bijzonders ging; deze auto was de eerste van een nieuwe soort, namelijk de gesloten auto. Voordat deze Cadillac werd gepresenteerd waren alle auto's cabriolets.

### Verenigde Staten
Het was in de Verenigde Staten, waar de conceptauto omarmd werd. Na het succes van de Buick Y-job werden er meer en meer conceptauto's gemaakt. Vooral General Motors zag het belang in van conceptauto's en maakten er ware spektakels van met Motoramashows. Deze Motoramashows werden gehouden tussen 1949 en 1961 in verschillende Amerikaanse steden. Eerder genoemde Harley Earl was verantwoordelijk voor een heleboel van de conceptauto's die daar gepresenteerd werden. Het was dan ook hier dat de presentatie plaatsvond van de vier Firebird conceptauto's. Deze wereldberoemde conceptauto's, gebaseerd op jachtvliegtuigen, werden steeds buitenissiger.
Andere Amerikaanse merken konden niet achterblijven en 1941 begon ook Chrysler met het introduceren van droomauto's, zoals ze genoemd werden. Een bekend voorbeeld daarvan was de Thunderbolt. De naam en het ontwerp was spectaculair, maar net zoals bij GM hadden ze weinig van doen met wat de fabrikanten aanboden aan hun klanten.

### Europa
In Europa was het wel anders. Geen wonder, men was nog de puinhopen van de Tweede Wereldoorlog aan het opruimen. In de jaren 50 kwamen koetsbouwers, zoals Bertone, met conceptauto's. Bertone kwam met de BAT 5, later gevolgd door de BAT 7 en 9, bedoeld om ontwerpen te maken die aerodynamisch waren. BAT stond ook niet voor niets voor
Berlinetta Aerodynamica Technica, ofwel een gesloten toerwagen met aerodynamische technieken.
In Europa werd anders met conceptauto's omgegaan dan in Amerika. In Amerika waren het echt droomauto's, maar in Europa waren conceptauto's vooral bedoeld om te zien of auto's een koperspubliek hadden. Het was in Europa trouwens vooral een Italiaanse aangelegenheid, met Pininfarina, Ghia en Bertone als vaandeldragers. Maar ook deze koetsbouwers gingen meer naar het extreme, zoals de Pininfarina X en later de Bertone Marzal en Carabo (welke respectievelijk Lamborghini en Alfa Romeo-logo's kregen).

### De jaren zeventig
In het begin van de jaren 70, toen veiligheid steeds belangrijker werd, werden er conceptauto's gepresenteerd die lelijk gevonden werden. De auto's waren moeilijk te besturen. Daarbij waren deze auto's ook nog eens zwaarder en duurder te produceren. Toch werden veel van de veiligheidsontwerpen overgenomen, hoewel in afgeslankte vorm. In de jaren zeventig werd de invloed van Amerikaanse conceptauto's ook minder. Dit had natuurlijk alles te maken met de crisis waarin de Amerikaanse autoproducenten zaten, na de oliecrisis.
Het milieu werd belangrijker, maar hoewel economische of milieuvriendelijke auto's oorspronkelijk 'basic' waren, werden ze aan het einde van de jaren zeventig volwaardige auto's. Lichtgewicht materialen, nieuwe manieren van aandrijving en zogenaamde flush beglazing, waarbij ruiten gelijmd werden en dus beter aansloten bij de lijn van de auto, zorgden ervoor dat de auto steeds meer verfijnd werd. Dit waren ontwikkelingen die iets vertraagd ook op productiemodellen werden toegepast. Voorbeelden zijn de Mercedes-Benz Auto 2000 en Citroën ECO 2000.
Een andere ontwikkeling wat in de jaren 80 en daarna steeds vaker zou voorkomen was conceptmodellen die later als productiemodellen terugkwamen, zoals de Peugeot VERA en Volvo VCC, die op de markt zouden worden geïntroduceerd als respectievelijk Talbot Arizona (aanvankelijk; het model zou uiteindelijk op de markt verschijnen als de Peugeot 309) en de Volvo 700-serie.

### Japan
De belangrijkste ontwikkeling in de jaren 80 was misschien wel dat Japan ook kwam met conceptauto's. Natuurlijk bestonden de Japanse merken al langer en hadden ze al conceptmodellen geshowd, maar nooit buiten Japan. Aanvankelijk werden de Japanse merken dan ook niet voor vol aangezien, maar dit was radicaal bijgesteld in de jaren 80.
De Japanners hadden niet de vormgeving van de Europese en Amerikaanse concepten, maar ze blonken uit in techniek. Dankzij de Japanse autobouwers werd het voor het eerst mogelijk om lcd-schermen en computergestuurde systemen in auto's te hebben.

### De jaren 90
In de jaren 90 werd het steeds gebruikelijker om zelfs in de meest basale vorm van een auto nog een computer aan te treffen. Auto's leverden dus meer dan 'gegarandeerde kwaliteit'. Moderne materialen en technologie namen een hoge vlucht, zodat de mogelijkheid van Drive-by-wire steeds dichterbij kwam. Dit alles kan de auto nog veiliger maken. In de jaren 90 kwam ook de Amerikaanse auto-industrie terug uit een dal van weinig conceptauto's. Een goed voorbeeld hiervan is de GM Hy-Wire, een auto die rijdt op brandstofcellen en gebruikmaakt van drive-by-wire.
In al die jaren sinds de introductie van de eerste conceptauto's lijkt het belang niet bepaald verminderd te zijn. De conceptauto's hebben geholpen om auto's veiliger, milieuvriendelijker en slimmer te maken.